# Darwin Atapuma
John Darwin Atapuma Hurtado (Túquerres, 15 gennaio 1988) è un ex ciclista su strada colombiano, professionista dal 2009 al 2023; aveva caratteristiche di scalatore.

## Carriera
Originario del dipartimento di Nariño, debutta tra gli Under-23/Elite nel 2007 in patria con il team Indeportes Antioquia, vincendo già nel 2008, a soli 20 anni di età, il titolo nazionale in linea. Nel 2009 passa alla formazione Continental UCI Colombia es Pasión-Café de Colombia, vincendo una tappa al Tour de Beauce e partecipando al Tour de l'Avenir.
Nel 2012 passa al team Professional Colombia, diretto da Claudio Corti, debuttando da professionista. Durante l'anno ottiene la vittoria nell'ultima tappa del Giro del Trentino, sul Passo Pordoi, ed è secondo nella frazione del Mount Baldy al Tour of California. L'anno successivo partecipa per la prima volta al Giro d'Italia, cogliendo il diciottesimo posto finale; due mesi dopo, con il trionfo nella sesta tappa del Tour de Pologne, riesce a regalare alla sua squadra il primo successo nell'UCI World Tour.
Nel 2014 viene messo sotto contratto dal team World Tour BMC; in luglio è però vittima di una caduta al Tour de France, che gli costa la frattura del femore e che lo costringe a operarsi e a concludere anzitempo la stagione. Rientrato alle corse, nel 2015 partecipa al Giro d'Italia, concludendo sedicesimo, e alla sua prima Vuelta a España. Nella prima parte di 2016 ottiene quindi due podi di tappa (tra cui il secondo posto nel tappone alpino di Sant'Anna di Vinadio) e il nono posto finale al Giro d'Italia; vince poi la tappa di Carì al Tour de Suisse, ottiene alcuni piazzamenti al Tour of Utah e si piazza secondo nella frazione della Vuelta a España con traguardo sull'Alto de Aitana.
Nel 2017 si trasferisce all'UAE Team Emirates, e nel 2019 alla Cofidis e nel 2020 alla Colombia Tierra de Atletas.

## Palmarès
- 2006 (juniores)

Classifica generale Vuelta del Porvenir de Colombia
2ª tappa Vuelta al Ecuador
8ª tappa Vuelta al Ecuador
- 2007 (Indeportes Antioquia)

1ª tappa Vuelta al Ecuador (Ibarra > Quito)
12ª tappa Vuelta al Ecuador (Santo Domingo > Quito)
- 2008 (Indeportes Antioquia)

2ª tappa Clásica Alcaldía de Pasca (Sibaté > Icononzo)
3ª tappa Vuelta a Antioquia San Félix
2ª tappa Clásica Nacional Marco Fidel Suárez Santa Rosa
4ª tappa Vuelta de Higuito (Puriscal)
5ª tappa Vuelta de Higuito (Parlichal > Tarbaca)
Campionati colombiani, Corsa in linea
- 2009 (Colombia es Pasión, una vittoria)

3ª tappa Tour de Beauce (Saint-Georges > Mont Megantic)
- 2012 (Colombia, una vittoria)

4ª tappa Giro del Trentino (Castelletto di Brenzone > Passo Pordoi/Val di Fassa)
- 2013 (Team Colombia, una vittoria)

6ª tappa Tour de Pologne (Bukovina Terma Hotel Spa > Bukowina Tatrzańska)
- 2016 (BMC, una vittoria)

5ª tappa Tour de Suisse (Briga > Carì)
- 2021 (Colombia Tierra de Atletas-GW Bicicletas, una vittoria)

8ª tappa Vuelta a Colombia (Mariquita > Alto del Vino)

### Altri successi
- 2015 (BMC)

1ª tappa Vuelta a España (Puerto Banús > Marbella, cronosquadre)
- 2021 (Colombia Tierra de Atletas-GW Bicicletas)

3ª tappa Vuelta al Sur del Huila y Tolima (Neiva > Natagaima)
Classifica generale Vuelta al Sur del Huila y Tolima
2ª tappa Vuelta a Nariño (Yacuanquer)
5ª tappa Vuelta a Nariño (Ricaurte > Carlosama)
Classifica generale Vuelta a Nariño
- 2022 (Colombia Tierra de Atletas-GW Bicicletas - Shimano)

2ª tappa Clásico Virgen de la Purificación

## Piazzamenti

### Grandi Giri
- Giro d'Italia

2013: 17º
2015: 16º
2016: 9º
2018: 61º
- Tour de France

2014: ritirato (7ª tappa)
2017: 41º
2018: 69º
- Vuelta a España

2015: 56º
2016: 32º
2017: 20º
2019: 61º

### Classiche monumento
- Liegi-Bastogne-Liegi

2014: 75º
- Giro di Lombardia

2012: ritirato
2013: 23º
2015: 28º
2016: 18º
2017: 67º

### Competizioni mondiali
- Campionati del mondo

Mendrisio 2009 - In linea Under-23: 26º
Toscana 2013 - In linea Elite: 34º